# Frolic Through the Park
Frolic Through the Park è il secondo album in studio del gruppo musicale thrash metal statunitense Death Angel, pubblicato nel 1988.

## Tracce
1. 3rd Floor (Rob Cavestany, Mark Osegueda) – 4:58
2. Road Mutants (Cavestany, Dennis Pepa) – 3:45
3. Why You Do This (Cavestany, Osegueda) – 5:33
4. Bored (Cavestany) – 3:29
5. Devil's Metal (Cavestany) – 5:31 (CD)
6. Confused (Cavestany, Gus Pepa) – 7:26
7. Guilty of Innocence (Cavestany) – 4:26
8. Open Up (Cavestany) – 5:45
9. Shores of Sin (Cavestany, Dennis Pepa) – 6:30
10. Cold Gin (Ace Frehley)  – 4:23 (Kiss cover)
11. Mind Rape (Cavestany, Galeon) – 5:32

## Formazione
- Mark Osegueda - voce
- Rob Cavestany - chitarre
- Gus Pepa - chitarre
- Dennis Pepa - basso
- Andy Galeon - batteria